# Incident Pinnacle-Broken Arrow
Un Incident Pinnacle-Broken Arrow és una paraula codi, utilitzada per l'"United States National Military Command Center" (NMCC), per a designar un incident nuclear accidental sense risc de guerra atòmica.
Altres conceptes importants de la terminologia sobre incidents militars nuclears dels EUA són: l'Incident Pinnacle-Nucflash, (que gaudeix de la màxima prioritat en l'estructura de comunicació militar dels EUA), per a descriure una situació caracteritzada per la detonació, o possible detonació accidental, o no autoritzada, d'una arma nuclear que creï un risc de guerra atòmica; l'Incident Pinnacle-Empty Quiver, per a designar un cas de robatori, segrest o pèrdua d'una arma nuclear activa; o l'Incident Faded Giant per a assenyalar l'accident d'un reactor nuclear o altre accident radiològic que no afecti armes nuclears.

## Cultura popular
La pel·lícula Broken Arrow dirigida per John Woo comença amb un aparent incident Pinnacle-Broken Arrow, que finalment esdevé un incident Pinnacle-Empty Quiver, quan un grup de delinqüents intenta portar a terme el robatori d'armes nuclears.